# Clubiona adjacens
Clubiona adjacens este o specie de păianjeni din genul Clubiona, familia Clubionidae, descrisă de Willis J. Gertsch și Davis, 1936. Conform Catalogue of Life specia Clubiona adjacens nu are subspecii cunoscute.